# Brusnica
Brusnica este o comună slovacă, aflată în districtul Stropkov din regiunea Prešov. Localitatea se află la altitudinea de 191 m deasupra n.m., se întinde pe o suprafață de 14,19 km2 și în 2017 număra 416 locuitori.

## Istoric
Localitatea Brusnica este atestată documentar din 1408.

## Demografie
| An:                | 1994 | 2004    | 2014   | 2024    |
| ------------------ | ---- | ------- | ------ | ------- |
| Număr de persoane: | 324  | 408     | 412    | 293     |
| Diferență:         |      | +25,92% | +0,98% | −28,88% |

| An:                | 2023 | 2024   |
| ------------------ | ---- | ------ |
| Număr de persoane: | 297  | 293    |
| Diferență:         |      | −1,34% |